# Chrotomys silaceus
Chrotomys silaceus är en däggdjursart som först beskrevs av Thomas 1895.  Chrotomys silaceus ingår i släktet randråttor och familjen råttdjur. Inga underarter finns listade i Catalogue of Life.

## Utseende
Arten har grå päls vad som skiljer den från Rhynchomys soricoides som har svart päls. Den har i motsats till Chrotomys whiteheadi inging ljus längsgående strimma på ryggen. Några korta vita streck på nosen kan finnas. Chrotomys silaceus har även kortare päls än Chrotomys whiteheadi. Honor har fyra spenar vid ljumsken.
Individerna blir cirka 20 cm långa (huvud och bål) och har en cirka 11 cm lång svans. Liksom andra arter av släktet påminner den något om en näbbmus. Den täta och mjuka pälsen är på ovansidan grå, gråbrun eller silvergrå och på undersidan lite ljusare. Arten saknar en strimma på ryggen men den räknas på grund av tändernas och kraniets konstruktion till släktet randråttor. Svansen är bara glest täckt med silvergråa hår. En kort svansspets är vit. Chrotomys silaceus har klor vid framtassens mellersta fingrar och vid alla tår. Den diploida kromosomuppsättningen består av 44 kromosomer (2n=44).

## Utbredning och ekologi
Denna gnagare förekommer på Luzon i norra Filippinerna. Arten vistas där i bergstrakter mellan 1800 och 2500 meter över havet. Habitatet utgörs av skogar eller av andra områden med tät småväxt vegetation på marken. Chrotomys silaceus äter främst daggmaskar och andra ryggradslösa djur. De hittas i lövskiktet eller i det översta jordlagret. Individerna är huvudsakligen dagaktiva. Vanligen föds två ungar per kull. Exemplar som hölls i fångenskap var inte aggressiva.

## Hot
Beståndet hotas i viss mån av skogens omvandling till odlingsmark. Allmänt är regionen för kalt och sluttningarna för brant för jordbruk. IUCN listar arten som livskraftig (LC).